# Don Chan Palace
Koordinaten: 17° 57′ 17″ N, 102° 36′ 51″ O

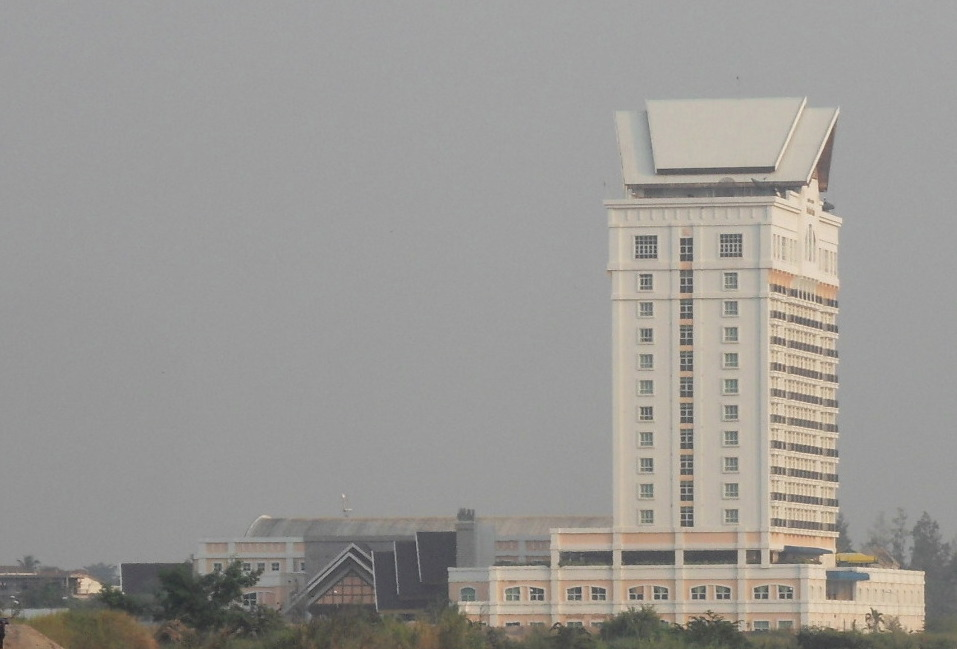
Don Chan Palace, Seitenansicht (2010)

Das Don Chan Palace ist ein 2004 eröffnetes Hotel-Hochhaus in der laotischen Hauptstadt Vientiane und mit 14 Stockwerken das höchste Gebäude des Landes.
Das Gebäude am Mekongufer nahe dem Wat Si Muang wurde anlässlich der ASEAN-Konferenz 2004 gebaut und richtet sich im Gegensatz zu den meisten anderen Hotels der Stadt in erster Linie an Geschäftsleute und Diplomaten. Eigentlich darf in Vientiane zur Wahrung eines einheitlichen Stadtbilds kein Gebäude höher als der siebenstöckige Triumphbogen Patou Xai sein, die Bauherren umgingen diese Regelung jedoch durch eine Gesetzeslücke, indem sie das Hotel auf der damals offiziell nicht zum Stadtgebiet gehörenden Mekonginsel Don Chan, die zuvor durch Aufschüttung vergrößert und mit dem Festland verbunden wurde, errichten ließen.  
Während der Südostasienspiele 2009 fanden in der Veranstaltungshalle des Don Chan Palace die Billard- and Snooker-Turniere statt. 
Auf dem Dach des Hotels befindet sich der Nachtclub Lunar 36, der als bekanntester Club der Stadt gilt. 